# Higanjima
Higanjima (彼岸島, "Illa de Paramita") és una sèrie manga japonesa escrita i il·lustrada per Koji Matsumoto. Va ser serialitzada a la revista de manga seinen Weekly Young Magazine de Kodansha de 2002 a 2010, amb els seus capítols recollits en 33 volums tankōbon volums. Una segona sèrie, Higanjima: Saigo no 47 Nichikan, es va serialitzar a la mateixa revista del 2010 al 2014; una tercera sèrie, Higanjima 48 Nichigo... va començar el 2014.
La sèrie ha generat dues pel·lícules d'imatge real; Higanjima: Escape from Vampire Island, estrenada el 9 de gener de 2010, i Higanjima: Deluxe, estrenada el 15 d’octubre de 2016. La primera pel·lícula va rebre llicència per a un llançament de vídeo casolà a Amèrica del Nord per Funimation. Dues adaptacions de drama televisiu es van emetre el 2013 i el 2016, respectivament.

## Argument
Quan l'Akira Miyamoto s'assabenta que el seu germà gran, Atsushi, ha desaparegut, la seva família comença a ensorrar-se. El negoci familiar fracassa i el seu pare es converteix en alcohòlic. Els seus dos pares comparen constantment l'Akira amb l'Atsushi. Pitjor, l'Akira està enamorat d'una noia anomenada Yuki, que ja té xicot, el seu amic Ken.
Un dia, l'Akira troba una noia inconscient davant de casa seva. La noia, Rei Aoyama, mostra el carnet d'Akira Atsushi, afirmant que Atsushi és viu. Rei explica que Atsushi està atrapat a l'illa Higanjima, que es diu que està habitada per vampirs. L'Akira convida els seus amics a ajudar el seu germà, amb l'aparença d'unes vacances per celebrar la seva graduació.
En arribar, els vampirs ataquen el seu vaixell i els capturen a tots excepte a Rei. No obstant això, l'Akira s'escapa amb els seus amics abans que els vampirs puguin drenar la seva sang. A l'illa, es troba amb l'Atsushi, que li explica que els vampirs estan dirigits per Miyabi, un altre vampir. Entrenats per Atsushi, Akira i els seus amics comencen la batalla contra Miyabi i el seu exèrcit de vampirs per escapar de l'illa amb vida. Higanjima: Saigo no 47 Nichikan, ambientada després dels esdeveniments de la sèrie original, fa que Akira i els seus aliats intentin aturar la invasió. Higanjima 48 Nichigo... va demostrar que la invasió dels vampirs va tenir èxit.

## Mitjans

### Manga
Escrit i il·lustrat per Kōji Matsumoto (松本光司 漫画家), Higanjima es va publicar en sèrie al seinen Kodansha de la revista Weekly Young Magazine del 2 de novembre de 2002, al 12 de juliol de 2010. Kodansha va aplegar els seus 33 capítols en 33 volums tankōbon, llançats des de, 4 d’abril de 2003, fins al 6 de desembre de 2010.
Una segona sèrie, titulada Higanjima: Saigo no 47 Nichikan (彼岸島 最後の47日間), fou serialitzada a la Weekly Young Magazine del 2 d’agost de 2010, al 28 de juliol de 2014. Kodansha va recollir els seus 16 capítols en 16 volums tankōbon, llançats del 6 de gener de 2011, al 5 de setembre de 2014.
Una tercera sèrie, Higanjima 48 Nichigo... (彼岸島 48日後…), es va publicar a Weekly Young Magazine el 18 d’agost de 2014. El primer volum fou publicat el 5 de desembre de 2014. El 6 de juny de 2023 s'havien llançat 39 volums.
La primera sèrie va ser publicada a França per Soleil Manga. L'editor taiwanès Tohan va traduir les tres sèries al xinès.
Un manga spin-off de gags de comèdia titulat Kare, Kishijima (彼、岸島), escrit i il·lustrat per Tarō Sasebo es va publicar en sèrie al lloc web YanMaga Web i a l'aplicació Comic Days del 19 d'octubre de 2020, al 6 de desembre de 2021.

### Pel·lícula

#### Repartiment
- Hideo Ishiguro – Akira
- Dai Watanabe – Atsushi
- Miori Takimoto – Yuki
- Tomohisa Yuge – Ken-chan
- Osamu Adachi – Nishiyama
- Asami Mizukawa – Rei
- Koji Yamamoto – Miyabi

### Curt anime
Una adaptació en curt d'anime, titulada Higanjima X, va debutar al servei de streaming de YouTube el 15 d'octubre de 2016. El 8 de gener de 2017, Multimedia Studio Tetra va anunciar que Tomokazu Seki donarà veu a tots els personatges de l'episodi set al nou.

### Drama de televisió
Una adaptació televisiva en directe es va emetre entre el 24 d'octubre i el 26 de desembre de 2013 a MBS i TBS. Protagonitzada per Shunya Shiraishi com Akira, altres membres del repartiment són Ryohei Suzuki, Rio Yamashita, Megumi Sato, Rui Kurihara , Yuya Endo, Shingo Tsurumi i Yūga Yamato. La sèrie es va publicar en DVD el 26 de març de 2014. L'agost de 2014 es va anunciar una sèrie de televisió seqüela que adaptava Higanjima: Saigo no 47 Nichikan i que comptava amb el mateix repartiment.

### Videojoc
L'any 2005 Now Production va publicar una adaptació de videojoc d'Higanjima per a PlayStation Portable.

## Recepció
Mark Schilling, de The Japan Times, va descriure els vampirs com "no les ànimes sensibles de Crepuscle, sinó tipus viciosos i voraços que es delecten amb el terror i la tortura." La pel·lícula va recaptar 1.247.050 dòlars al Japó i 22.142 dòlars a Taiwan.